# Minicymbiola corderoi
Minicymbiola corderoi is een slakkensoort uit de familie van de Volutidae. De wetenschappelijke naam van de soort is voor het eerst geldig gepubliceerd in 1953 door Carcelles.